# Ludwik Wilhelm Pusch
Ludwik Wilhelm Pusch (ur. 26 września 1779 w Pszczynie, zm. 22 sierpnia 1833 w Czarkowie k. Pszczyny) – niemiecko-śląski architekt, geometra i inspektor budowlany, związany z księstwem pszczyńskim.

## Życiorys
Urodził się w rodzinie architekta książęcego Wilhelma Puscha i Augusty Marii z domu Eich. Szkołę średnią ukończył we Wrocławiu. Studia architektoniczne ukończył w Królewskiej Akademii Budowlanej w Berlinie. Po powrocie do Pszczyny został współpracownikiem ojca. Pracował jako geometra, a od 1801 roku inspektor budowlany i architekt książęcy w Pszczynie. 26 listopada 1811 poślubił córkę Georga Andreasa Doerrera, Susanne, z którą miał pięcioro dzieci.
30 marca 1822 został mianowany przez księcia Henryka Anhalta kierownikiem Książęcego Urzędu Budowlanego (Fürstliches Bauamt). Podlegały mu wszystkie budowle lądowe i wodne księstwa, zarówno te istniejące jak i w budowie. Należał do niego nadzór nad książęcymi cegielniami, tartakami i magazynami materiałów budowlanych. Odpowiadał też za właściwe utrzymanie i naprawę dróg i mostów oraz za przeciwpowodziowe zabezpieczanie brzegów Wisły, a także za to, by lodownia (Eisgrube) w zamkowym parku była zawsze wypełniona lodem.
Na podstawie jego planów i pod jego nadzorem przebudowano kościoły w Wiśle Małej (1823 i 1833) oraz w Łące (1826), zbudowano wieżę kościoła w Mikołowie (1811), wzniesiono oficyny koło dworu „Ludwikówka” w Pszczynie, przebudowano chór w tyskim kościele (1822), odnowiono dach kościoła św. Jadwigi w Pszczynie (1833).
Ludwik Pusch zmarł 22 sierpnia 1833 w Czarkowie k. Pszczyny. Jego ciało spoczęło na cmentarzu św. Krzyża w Pszczynie.